# Vätta Poolsaar
Vätta Poolsaar är en halvö i Estland.   Den ligger i landskapet Saaremaa (Ösel), i den västra delen av landet, 180 km sydväst om huvudstaden Tallinn. Vätta Poolsaar ligger på ön Ösel.